# Rocketeer (canción)
«Rocketeer» es una canción del grupo estadounidense Far East Movement lanzado como segundo sencillo del álbum Free Wired. La pista cuenta con Ryan Tedder de OneRepublic. Fue producido por Stereotypes, The Smeezingtons. Alcanzó el puesto número 7 en el Billboard Hot 100.
«Rocketeer» comparte similitudes con "Somebody to Love" de Justin Bieber, que también fue producido por Stereotypes. Far East Movement reveló esto a través de su cuenta de Twitter, lo que llevó a especular que "Rocketeer" copió la canción, causando un concepto erróneo. "Rocketeer" fue producida primero, mientras que "Somebody to Love" realmente utiliza muestras de su canción.
«Rocketeer» fue coescrita por Bruno Mars y su equipo de producción, The Smeezingtons. Había dos versiones diferentes de la canción con Bruno Mars y Ryan Tedder cada uno cantando el estribillo. La versión de Ryan Tedder fue la seleccionada para el álbum. 
La compañía aérea de bajo coste con sede en Malasia AirAsia utilizó la canción para su campaña «Awesome».

## Antecedentes
Hablando acerca de la canción en marzo de 2011 para el escritor urbano de Reino Unido Pete Lewis - Editor Asistente de Blues & Soul - miembro del grupo Kev Nish declaró: "Free Wired era básicamente una palabra de jerga que se nos ocurrió en el pasado, que usábamos cada vez que hacíamos algo que estaba fuera de la caja, que era original, que era fresco y que mezclaba cosas que tal vez no deberían mezclarse. Es por eso que, a la hora de titular este álbum, ¡tenía tanto sentido!. Porque realmente representaba nuestro estilo de vida, representaba lo que escuchamos... Ya sabes, básicamente íbamos al estudio y tomábamos baterías de estilo hip hop, sintetizadores electrónicos, ganchos de estilo alternativo y, como digo, ¡lo triturábamos todo!. Lo que a su vez se convirtió en la inspiración detrás de un tema como "Rocketeer", o canciones como "Like A G6" y "Girls On The Dancefloor", donde mezclamos ritmos y baterías de estilo electrónico con sabores de la vieja escuela...".

## Video musical
Dirigido por Marc Klasfeld, el video musical de la canción se estrenó en Vevo y YouTube el 29 de octubre de 2010 y cuenta con un cameo de DJ Quik. El skater en el video es Samuel Tan, un estudiante de escuela secundaria de California. Steve Terada y Victor Kim desde el grupo de danza de Quest Crew también hace breves apariciones. Las personalidades famosas de YouTube Philip Wang y Wesley Chan de Wong Fu Productions hacen un breve cameo posando para una foto. Muestra a Samuel tratando de conseguir las piezas a su alrededor para hacer un jet pack para viajar a ver a su novia que fue a Japón por un trabajo. El video muestra también un cameo de la princesa Ai Cocreado por Courtney Love y D.J. Milky, Princess Ai fue escrito e ilustrado por Misaho Kujiradou y contó con el diseño de personajes por Ai Yazawa.

## Lista de canciones
Digital single
1. "Rocketeer" (feat. Ryan Tedder) – 3:31

Rocketeer Remixes
1. "Rocketeer"   (Chew Fu Remix) - 5:34
2. "Rocketeer"   (Frankmusik Remix) - 3:23
3. "Rocketeer"   (DJ Enferno Remix) - 4:33
4. "Rocketeer"   (Ruxpin Remix) - 4:39
5. "Rocketeer"   (Z-Trip Afterburner Dub Remix) - 3:12
6. "Rocketeer"   (DJ Spider & Mr. Best Remix) - 5:21

Rocketeer Live At Cherrytree House
1. "Rocketeer"   (Live At Cherrytree House) [feat. Frankmusik] - 3:47

## Créditos y personal
- Voces – Far East Movement, Ryan Tedder
- Productors – Stereotypes, The Smeezingtons
- Letras/Música  –  Bruno Mars, Philip Lawrence, Jae Choung, James Roh, Kevin Nishimura, Virman Coquia, Jonathan Yip, Jeremy Reeves, Ray Romulus
- Discográfica: Cherrytree Records / Interscope Records

## Posicionamiento en listas

### Listas semanales
| Listas (2010–2011)                          | Mejor posición |
| ------------------------------------------- | -------------- |
| Alemania (Offizielle Deutsche Charts)       | 40             |
| Australia (ARIA)                            | 14             |
| Bélgica (Flandes) (Ultratip Bubbling Under) | 9              |
| Bélgica (Valonia) (Ultratip Bubbling Under) | 9              |
| Canadá (Canadian Hot 100)                   | 22             |
| Corea del Sur (GAON)                        | 4              |
| Escocia (Scottish Singles Sales Chart)      | 19             |
| Eslovaquia (Rádio Top 100)                  | 11             |
| Estados Unidos (Billboard Hot 100)          | 7              |
| Estados Unidos (Mainstream Top 40)          | 7              |
| Estados Unidos (Hot Rap Songs)              | 9              |
| Japón (Japan Hot 100)                       | 10             |
| Nueva Zelanda (Recorded Music NZ)           | 4              |
| Países Bajos (Mega Single Top 100)          | 47             |
| Reino Unido (UK R&B Chart)                  | 4              |
| Reino Unido (UK Singles Chart)              | 14             |
| República Checa (Rádio Top 100)             | 50             |

### Posición fin de año
| Listas (2011)                      | Posición |
| ---------------------------------- | -------- |
| Estados Unidos (Billboard Hot 100) | 58       |